# 옌푸향

옌푸 향의 위치

옌푸향(한국어: 염포향, 중국어: 鹽埔鄉, 병음: Yánpǔ Xiāng)은 중화민국 핑둥 현의 향이다. 넓이는 64.3493km2이고, 인구는 2015년 8월 기준으로 26,440명이다.

## 지리
옌푸 향은 핑둥 현의 북서부, 핑둥 평원에 위치한다.

## 교육
- 다런 과기대학